# Estádio Morada dos Quero-queros
O Estádio Morada dos Quero-queros é um estádio de futebol, pertence ao Pedrabranca Futebol Clube e está localizado na cidade  de Alvorada, no estado do Rio Grande do Sul, Brasil.
É sede do Pedrabranca Futebol Clube, sucessor do RS Futebol Clube. Foi sede, nos anos de 2007 e 2008, do Campeonato Brasileiro Sub-20. Desde 2012, vem sendo alugado e utilizado pelo Sport Club Internacional como um centro de treinamento e como sede de competições das categorias de base do clube.